# Dinkelland
Dinkelland är en stad och kommun i provinsen Overijssel i Nederländerna. Kommunens totala area är 176,83 km² (där 1,12 km² är vatten) och invånarantalet är på 26 606 invånare (2021).